# Thân vương quốc Seborga
Seborga, tên chính thức Thân vương quốc Seborga (tiếng Ý: Principato di Seborga) là một vi quốc gia tuyên bố vùng đất rộng 14 km2 tại tỉnh Imperia, vùng Liguria, Ý là lãnh thổ của mình. Nó nằm gần biên giới với Pháp, và cách Monaco 35 km. Đây là một nền quân chủ tuyển cử, với quân chủ hiện tại là Nina Menegatto, tại vị từ năm 2019. Thân vương quốc được thành lập vào năm 1963, và vào năm 2018 có 297 cư dân, 146 trong số đó là nam và 151 là nữ. Đơn vị tiền tệ riêng của nó, luigino Seborga, là tiền tệ de jure của đất nước, mặc dù đồng Euro cũng được công nhận là de facto.

## Lịch sử
Seborga là một trong những vi quốc gia lâu đời nhất thế giới. Trong cuộc tranh luận về việc thành lập Seborga vào năm 1963, một tổ chức với người đứng đầu tên là Giorgio Carbone tuyên bố, dựa trên các tài liệu từ tài liệu lưu trữ của Vatican, rằng trong thời Trung cổ, thị trấn đã trở thành một phần của các tổ chức phong kiến của Bá tước Ventimiglia. Ông nhấn mạnh rằng vào năm 954, Seborga trở thành tài sản của các tu sĩ dòng Benedict và vào năm 1079, vị Trụ trì của tu viện này đã trở thành Thân vương của Đế chế La Mã Thần thánh, với quyền lực tạm thời đối với Thân vương quốc Seborga.
Được cho là vào ngày 20 tháng 1 năm 1729, Thân vương quốc độc lập này đã được bán cho triều đại Savoy và trở thành người bảo hộ của họ. Vào năm 1815, Đại hội Viên đã bỏ qua Seborga trong việc phân phối lại các lãnh thổ châu Âu sau Chiến tranh Napoléon, và không có đề cập đến Seborga trong Đạo luật Thống nhất Vương quốc Ý năm 1861. Sự thống nhất của Ý năm 1861 và sự thành lập của Cộng hòa Ý vào năm 1946 sẽ là những hành động bất hợp pháp và đơn phương vì chúng vi phạm chủ quyền hợp pháp của người dân thành phố Seborga. Sự sụp đổ của nhà Savoy, vào năm 1946, cũng liên quan đến sự kết thúc của ius patronatus.
Lập luận về tình trạng hiện tại của Seborga là một quốc gia độc lập dựa trên tuyên bố rằng việc bán Thân vương quốc Seborga năm 1729 không bao giờ được đăng ký bởi chủ sở hữu mới của nó, dẫn đến việc Thân vương quốc rơi vào vùng hợp pháp mù mờ.

## Nguồn gốc

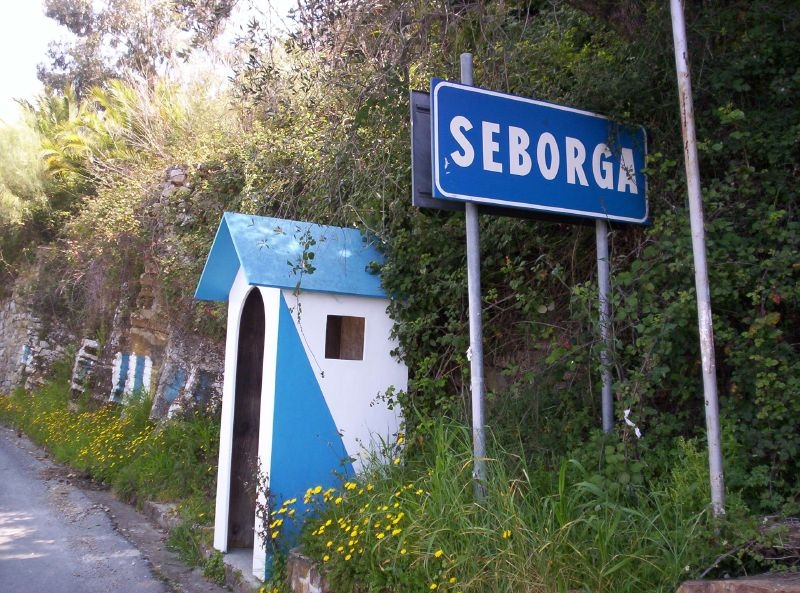
Biểu hiệu biên giới trên con đường đến Seborga

### Các tuyên bố

Nicolas Mutte, người tuyên bố kế vị ngai vàng Seborga.

### Hội đồng hoàng gia

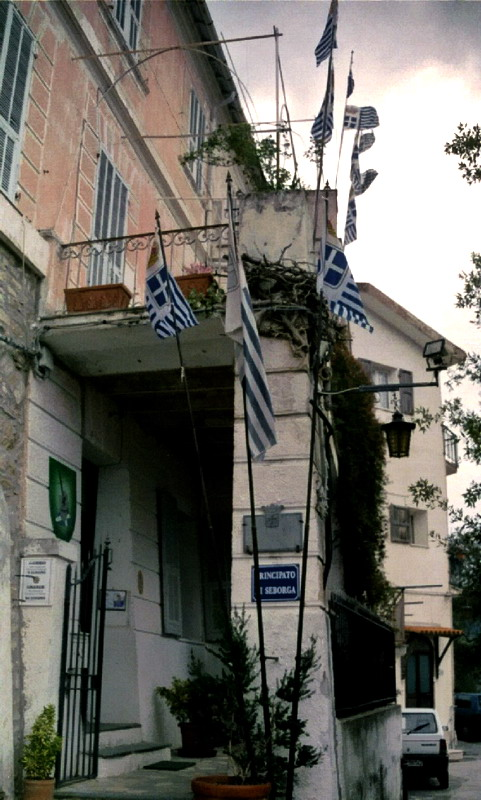
Cung điện chính phủ cũ, sử dụng đến năm 2009

## Thể thao

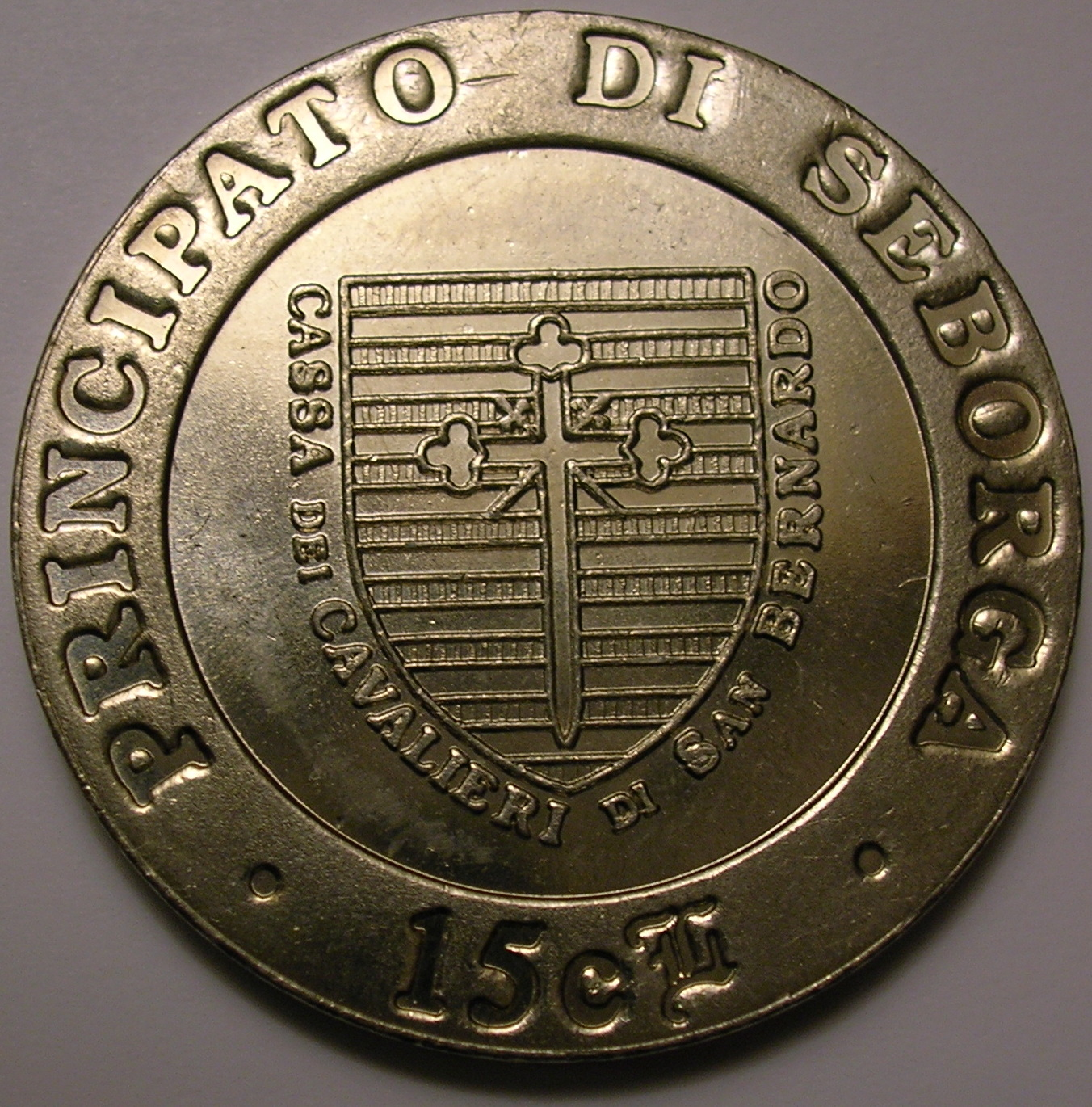
Một đồng xu 15 centesimi

## Hình ảnh

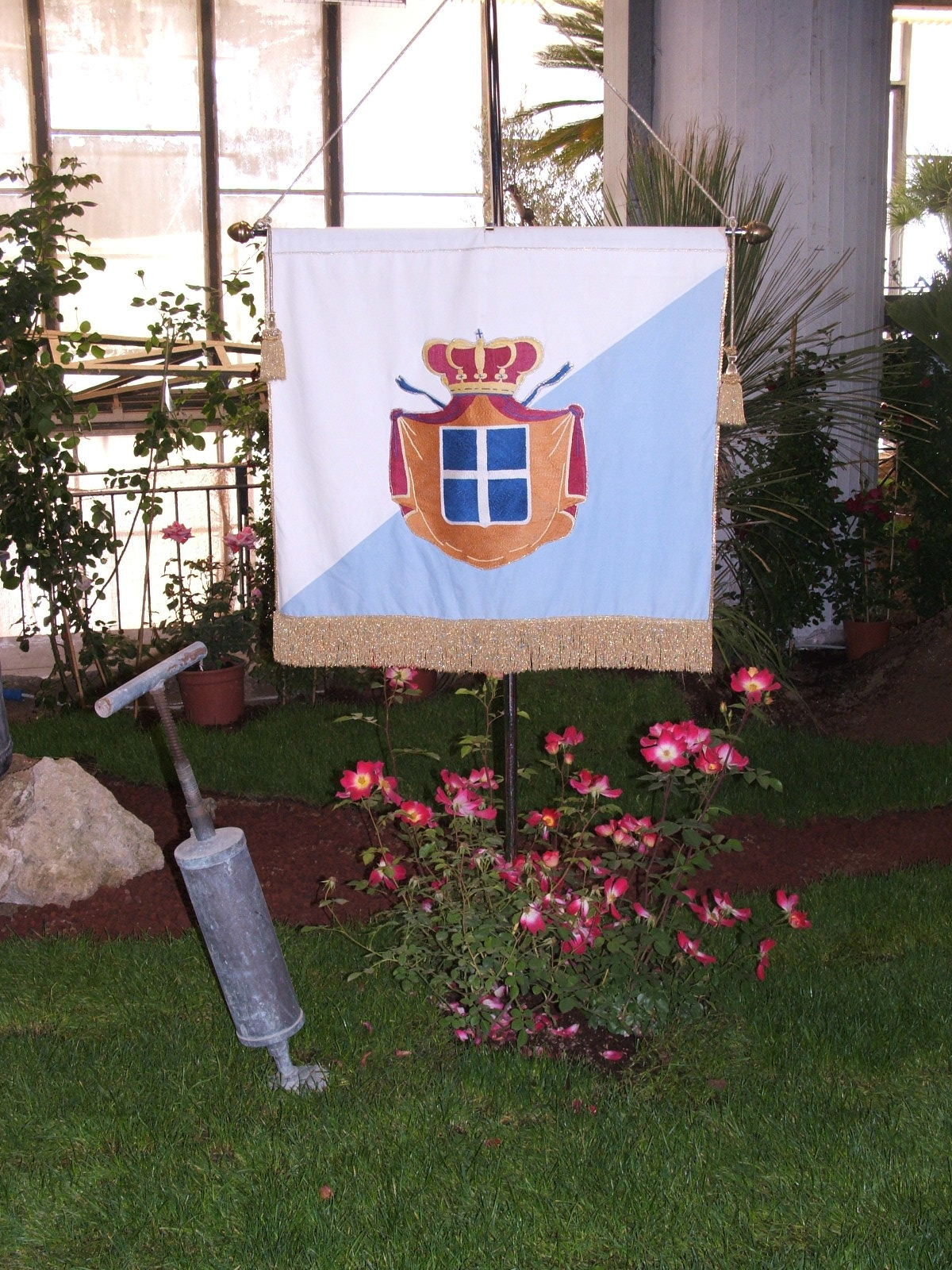
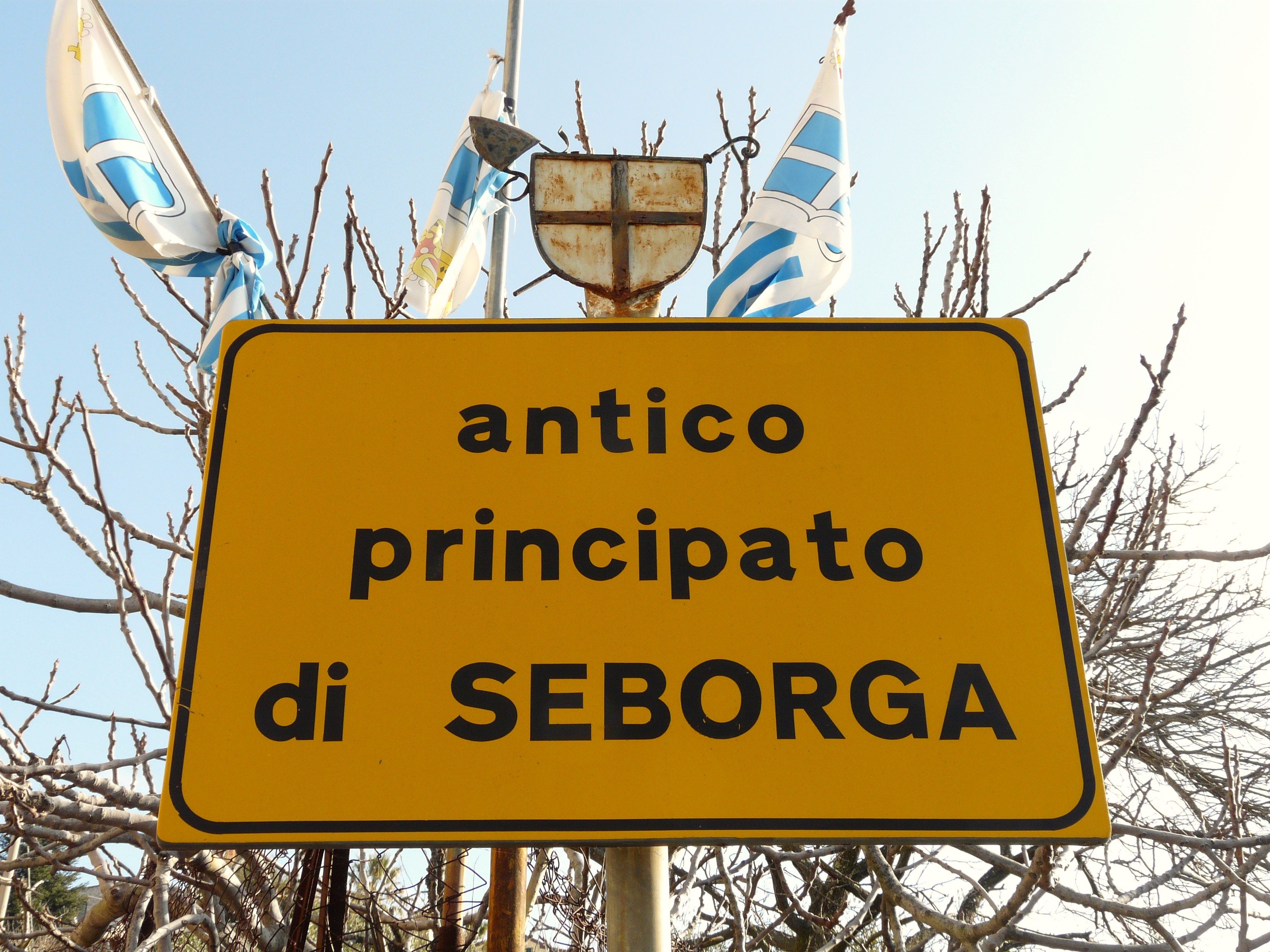
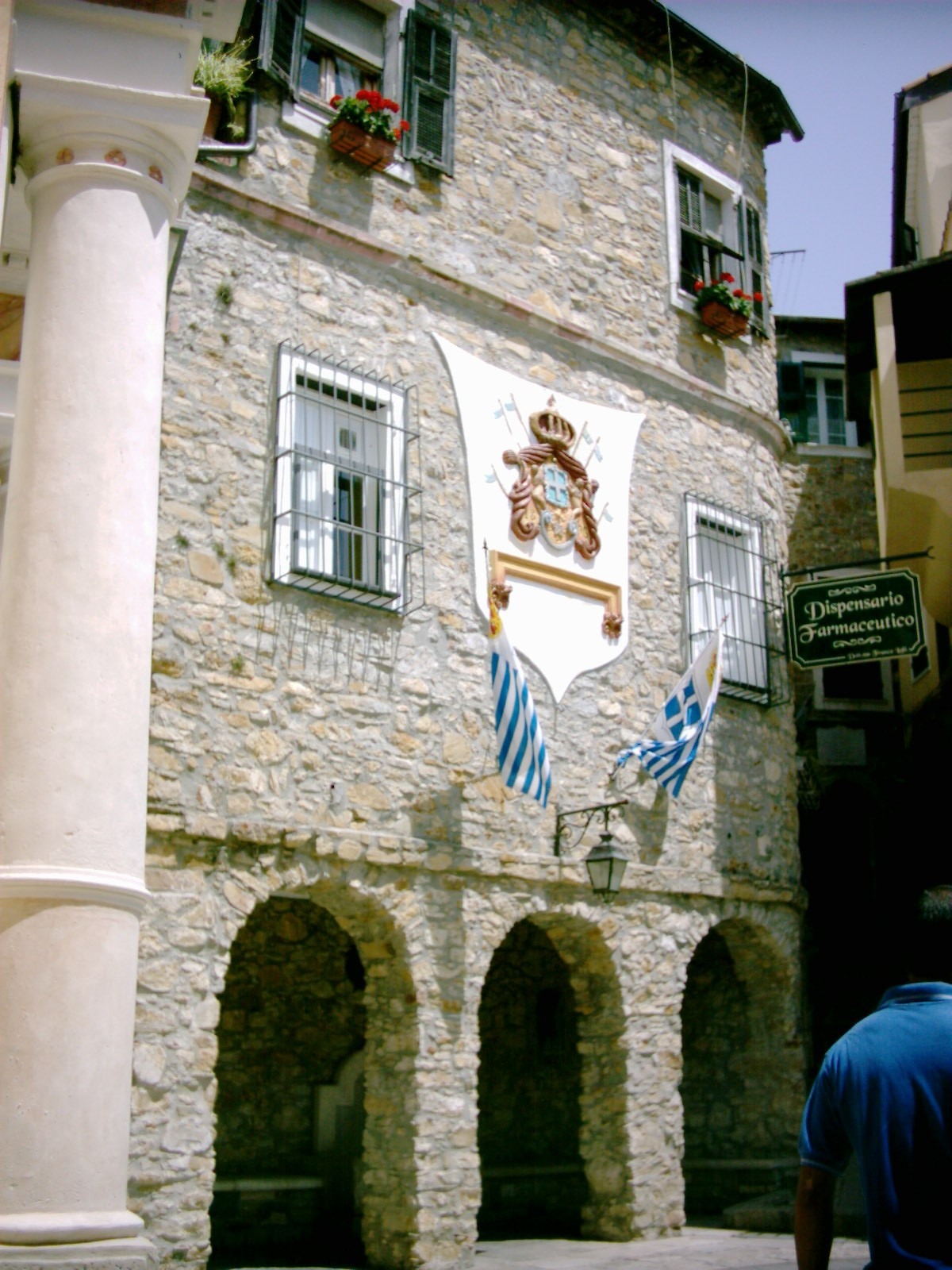
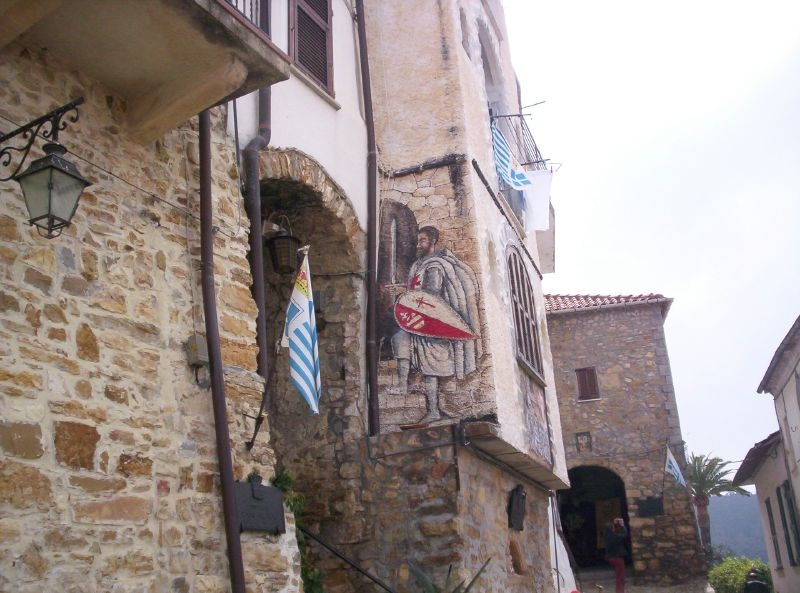
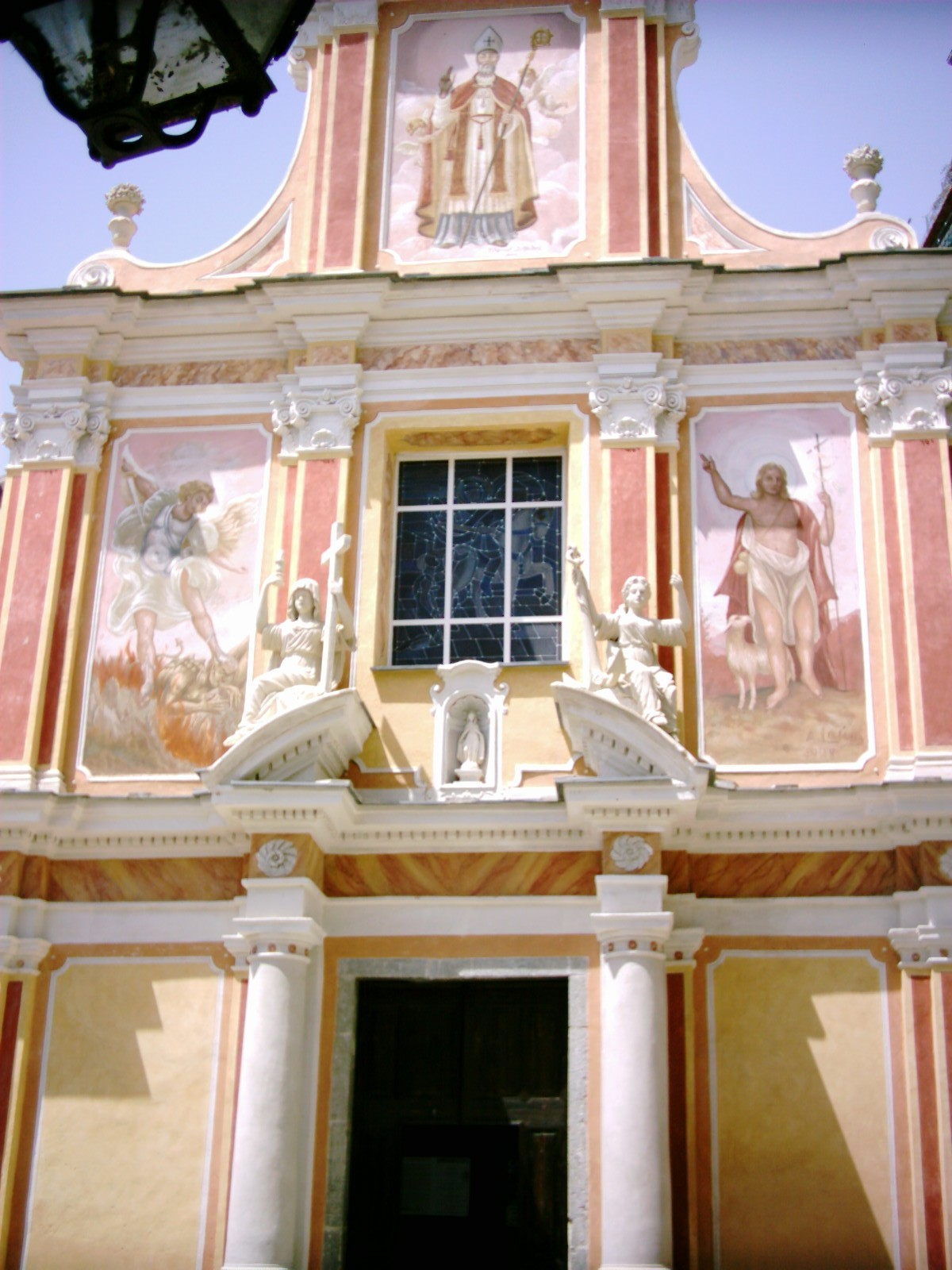